# Zannah Hultén
Zannah Hultén, folkbokförd Marie Suzanne Hultén, född 22 juni 1955 i Malmö, död 29 april 2018 i Bromma, Stockholm, var en svensk sångpedagog, sångare, musikproducent och musiker.
Zannah Hultén var dotter till tandteknikern Olle Hultén, som hade företag i både Sverige och utomlands. Hon gick på Berklee College of Music, Boston, USA, under 1986–1987 men även som elev hos bland annat Ebba Nilsdotter och Etta Cameron. Hon hade en Master of Fine Arts (MFA) från Kungliga Musikhögskolan. Hon turnerade som sångerska och artist sedan tidig ålder.
År 1994 grundade Zannah Hultén Song Academy i Stockholm. Under år 2002 deltog hon som vokalcoach i musikprogrammet Popstars och under våren 2010 även i SVT-produktionen Jakten på Julia tillsammans med skådespelaren Morgan Alling, musikalproducenten Roine Söderlund, Jennie Widegren och Fredrik "Benke" Rydman i dansgruppen Bounce Streetdance Company, som vokalcoach och jurymedlem. År 2018 satt hon i juryn i TV-programmet Stjärnornas stjärna på TV4.
Hennes dotter Iman är sångerska och låtskrivare. Imans far är musikern Demba Conta. Zannah Hultén är begravd på Skogskyrkogården i Stockholm.

## Verksamhet
- Red Hot Chili Peppers (2002) Turné för skivan By the Way (och även Californiacation).[11]
- Popstars (2002-2003) Svensk TV-produktion. Hultén satt i juryn och coachade deltagare.
- Mamma Mia! (2005-2007) Musikal i Stockholm, Cirkus. Hultén coachade solo och ensemble.
- OS i Peking (2008) Hultén coachade kinesiska sångerskan Wei Wei.
- Lilla Melodifestivalen (2009) Hultén satt med i juryn under hösten 2009.